# Xã Somerset, Quận Somerset, Pennsylvania
Xã Somerset (tiếng Anh: Somerset Township) là một xã thuộc quận Somerset, tiểu bang Pennsylvania, Hoa Kỳ. Năm 2010, dân số của xã này là 12.122 người.